# Peter Mayhew
Pour les articles homonymes, voir Mayhew.
Peter Mayhew est un acteur britannico-américain, né le 19 mai 1944 à Barnes dans le Grand Londres et mort le 30 avril 2019 à Boyd (Texas). 
Il est surtout connu pour son rôle de Chewbacca dans la saga Star Wars.

## Biographie

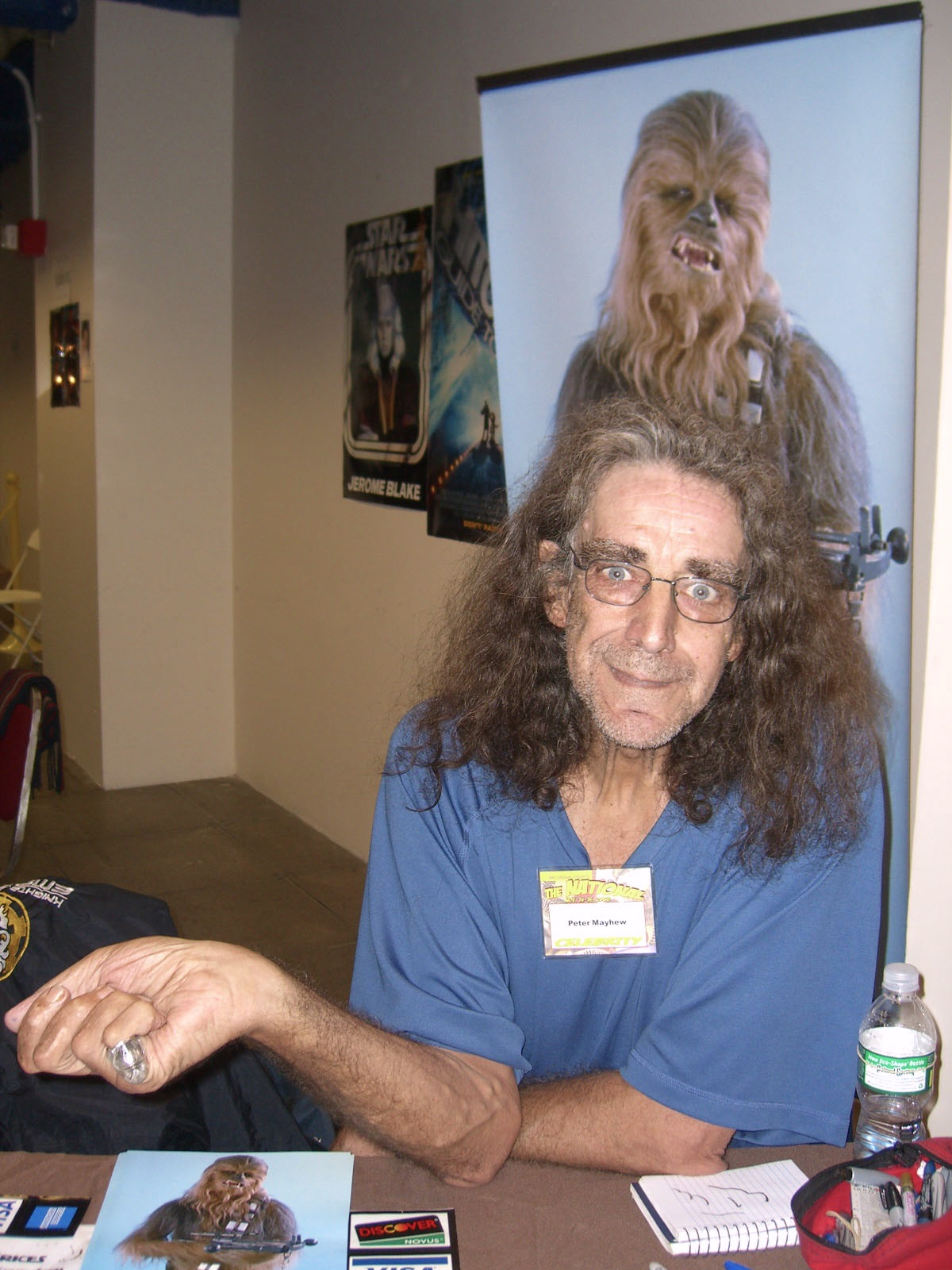
Peter Mayhew devant une affiche de Chewbacca en 2008.

Alors que Peter Mayhew travaille comme infirmier, un article publié dans un journal local lui permet d'être repéré par les producteurs du film Sinbad et l’Œil du tigre, qui lui donneront le rôle d'un minotaure. Il sera plus tard engagé par George Lucas pour le rôle de Chewbacca, grand Wookiee poilu, compagnon de Han Solo dans Star Wars, ce qui le rend mondialement célèbre.
Quand il raconte comment il a obtenu le rôle de Chewbacca dans Star Wars, ce géant de 2,21 mètres (dû au syndrome de Marfan, dont il est affecté) explique qu'au moment du casting, alors que George Lucas entrait dans la pièce où il se trouvait, il s'est levé, conformément à la politesse britannique, surplombant de ce fait de plus de 50 centimètres le réalisateur (George Lucas mesure 1,68 m), qui aurait alors affirmé : « Je pense que nous l'avons trouvé. »
Plus de vingt ans après Le Retour du Jedi, George Lucas a de nouveau fait appel à lui en 2005, pour reprendre le rôle de Chewbacca dans Star Wars, épisode III : La Revanche des Sith.
Il reprend à nouveau le rôle du Wookiee en 2015 dans le septième opus de Star Wars : Star Wars, épisode VII : Le Réveil de la Force mais, souffrant de problèmes de genoux depuis son opération en 2013, le partage avec Joonas Suotamo.

## Filmographie

### Cinéma
- 1977 : Star Wars, épisode IV : Un nouvel espoir : Chewbacca
- 1977 : Sinbad et l'Œil du tigre : Minoton
- 1978 : La Terreur des morts-vivants : le mécanicien
- 1980 : Star Wars, épisode V : L'Empire contre-attaque : Chewbacca
- 1983 : Star Wars, épisode VI : Le Retour du Jedi : Chewbacca
- 2005 : Star Wars, épisode III : La Revanche des Sith : Chewbacca
- 2008 : Yesterday Was a Lie
- 2014 : Killer Ink : Oncle Clyde
- 2015 : Star Wars, épisode VII : Le Réveil de la Force : Chewbacca
- 2017 : Star Wars, épisode VIII : Les Derniers Jedi : Chewbacca (consultant)

### Télévision
- 1977 : Donny and Marie : Chewbacca
- 1978 : Au temps de la guerre des étoiles : Chewbacca
- 1979 : Hazell : Géant
- 1980 : Le Muppet Show épisode 417, spécial Star Wars : Chewbacca
- 1981 : Dark Towers : Chewbacca
- 1985 : The Kenny Everett Television Show : Divers
- 1997 : Doragon bôru GT: Gokû gaiden! Yûki no akashi wa sû-shin-chû : Susha
- 2005 : Late Show with David Letterman : Chewbacca
- 2011 : Glee : Chewbacca
- 2012 : Breaking In : lui-même